# メリアム・モデル
メリアム・モデル（Merriam Modell、1908年 - 1994年7月1日）は、アメリカ合衆国ニューヨーク生まれの女性パルプ作家。ユダヤ系アメリカ人。
コーネル大学卒業。1933年までドイツに在住。アメリカに戻り結婚・出産。
1941年に作家としてデビュー。ペンネームはイヴリン・パイパー(Evelyn Piper)。
1994年7月1日、ペンシルベニア州ピッツバーグで肺塞栓症により死去。

## 作品リスト
- The Sound of Years (1946)
- My Sister, My Bride (1948)
- The Innocent (1949)
- The Plot (1951)
- The Lady and Her Doctor (1956)
- 『バニー・レークは行方不明』 Bunny Lake is Missing (1957) ハヤカワ・ミステリ
- Hanno's Doll (1961)
- The Nanny (1964)
- The Stand-In (1970)